# راه

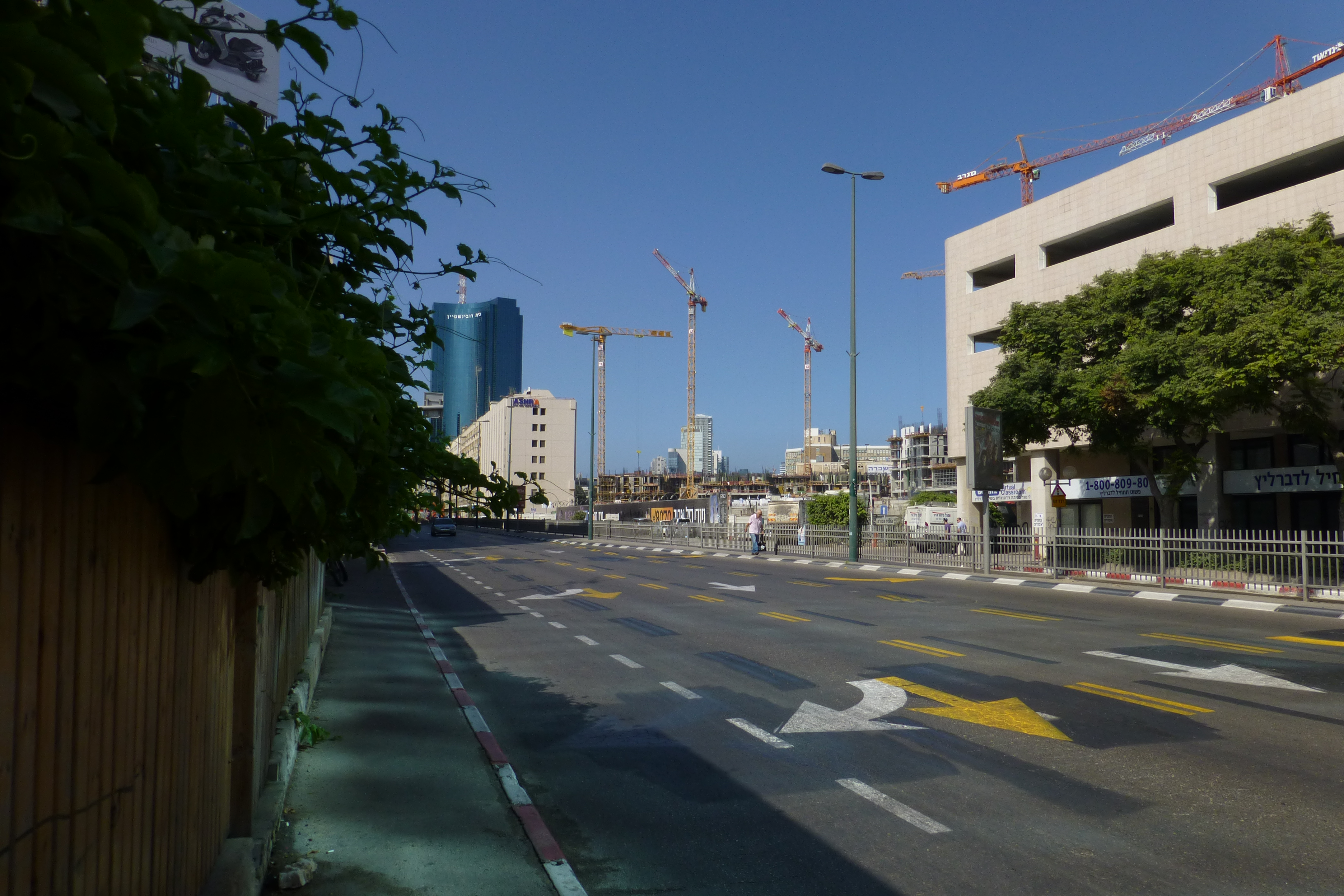
راه

راه به مسیری گفته می‌شود که بین دو نقطه ساخته شده و یا به صورت طبیعی به وجود آمده است که جهت مسافرت و گذر از محلی به محل دیگر استفاده می‌شود.
راه اساساً به چهار دسته کلی تقسیم می‌شود:
1. راه‌های زمینی
2. راه‌های ریلی
3. راه‌های دریایی
4. راه‌های هوایی
5. خطوط لوله[۱]

متولی تمامی این راه‌ها در ایران وزارت‌خانه راه و شهرسازی می‌باشد.

## پیشینه

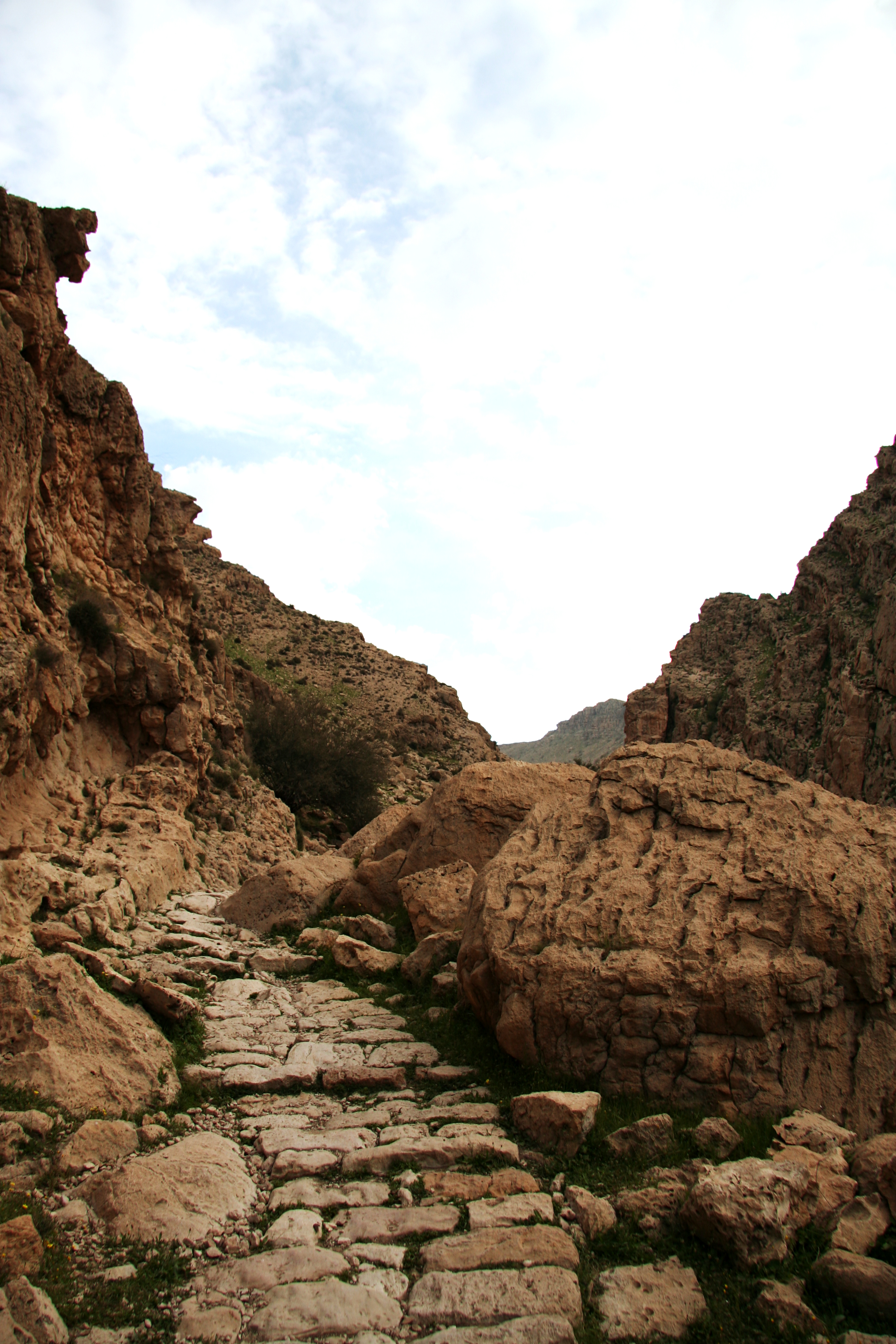
سنگفرش راه کوهستانی باستانی در ارجان (بهبهان)

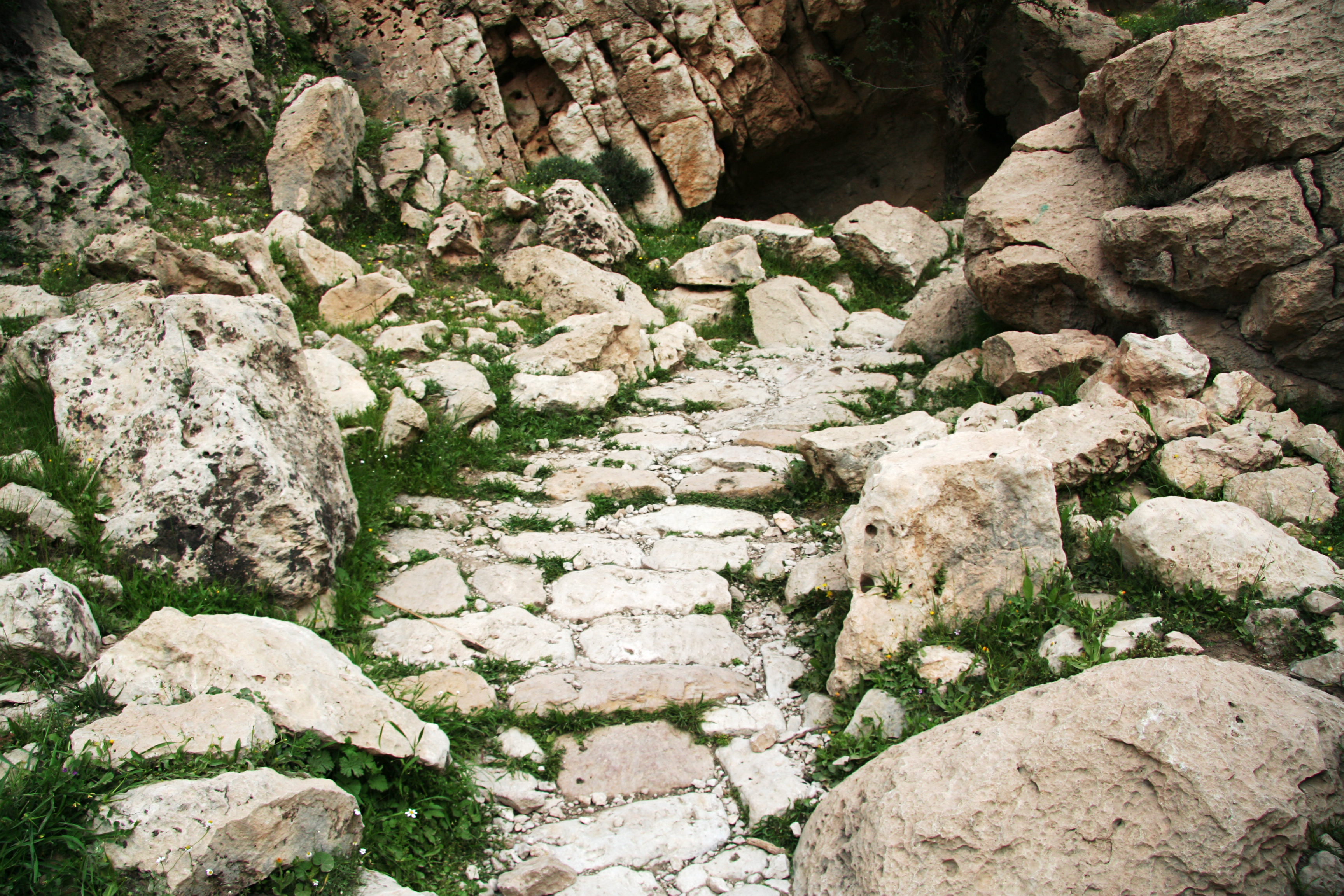
سنگفرش راه باستانی در بهبهان

راه شاهی که به فرمان داریوش بزرگ هخامنشی ساخته شد نخستین شاهراه شناخته شدهٔ ایران و نخستین شاهراه بین‌المللی جهان است. این شاهراه تخت جمشید را به سارد متصل می‌کرده و از پاسارگاد، شوش و دیگر شهرهای شاهنشاهی  گذر می‌کرده‌است. راه شاهی ۲۶۹۹ کیلومتر (۱۶۷۷ مایل) درازا داشت و حدوداً هر ۲۴ کیلومتر دارای یک توقفگاه بود که ۱۱۱ ایستگاه می‌شد.

## انواع راه‌های زمینی
راه‌های زمینی به مسیری گفته می‌شود که معمولاً هموار هستند و سطح روی آن‌ها با لایه‌های صافی پوشیده شده تا عبور از روی راه را آسان‌تر کند. در گذشته راه‌های زمینی مناسب عبور انسان و چهارپایان بودند که با ورود خودرو به عنوان وسیله حمل و نقل، راه‌های زمینی برای تردد آن تغییرات فراوانی کرده‌اند.
راه‌های زمینی با توجه به مشخصاتی مانند عرض، نوع پوشش، محدوده شیب، محدوده شعاع گردش و ... به انواع مختلف نام‌گذاری شده‌است.
- خیابان
- بلوار
- بزرگراه
- آزادراه
- جاده